# Konstantynowo (Środa Wielkopolska)
Pour les articles homonymes, voir Konstantynowo.
Konstantynowo (prononciation : [kɔnstantɨˈnɔvɔ]) est une localité polonaise de la gmina de Zaniemyśl dans le powiat de Środa Wielkopolska de la voïvodie de Grande-Pologne dans le centre-ouest de la Pologne.
Il se situe à environ 5 kilomètres au sud-est de Zaniemyśl (siège de la gmina), à 12 kilomètres au sud de Środa Wielkopolska (siège du powiat) et à 37 kilomètres au sud-est de Poznań (capitale régionale).

## Histoire
De 1975 à 1998, la localité faisait partie du territoire de la voïvodie de Poznań.

Depuis 1999, Konstantynowo est situé dans la voïvodie de Grande-Pologne.